# Sphenometopa elegans
Sphenometopa elegans är en tvåvingeart som först beskrevs av Boris Borisovitsch Rohdendorf 1971.  Sphenometopa elegans ingår i släktet Sphenometopa och familjen köttflugor.
Artens utbredningsområde är Egypten. Inga underarter finns listade i Catalogue of Life.